# Riu Iguaçú
El riu Iguaçú (en portuguès rio Iguaçu, en castellà río Iguazú) és un riu de l'Amèrica del Sud, afluent del riu Paranà. El seu curs transcorre entre el Brasil, el Paraguai i l'Argentina. El seu nom prové de les paraules "y" (semblant a la /ü/ de l'alemany o la /u/ del francès, produïda per contracció de la gola) i "guasu", que en llengua guaraní volen dir "aigua" i "gran", respectivament.
L'Iguaçú neix a la serra do Mar, a l'estat de Paranà (Brasil), i arriba a tenir una amplada màxima de 1.500 metres. Després d'aproximadament 1.320 quilòmetres, dels quals 1.205 corresponen exclusivament al Brasil i 115 serveixen de frontera argentinobrasilera- desemboca en el riu Paranà, al trifini entre l'Argentina, el Paraguai i el Brasil. Té una conca hidrogràfica de 62.000 km².
Uns 23 quilòmetres abans d'arribar a aquesta confluència cau en un fort desnivell a través de les cascades de l'Iguaçú, que formen part del Patrimoni de la Humanitat. Les aigües de l'Iguaçú i el Paranà no es barregen immediatament, i durant força distància es poden advertir a ull nu les provinents de l'Iguaçú: clares, netes i verdoses, fent remolins entre les del Paranà, que són fosques i vermelloses, i que acaben per engolir les primeres.
El Brasil i l'Argentina es troben units pel pont internacional Tancredo Neves, inaugurat l'any 1985. El tram compartit amb l'Argentina s'inicia quan rep el seu afluent, el riu San Antonio.